# Frano Mašković
Frano Mašković (Dubrovnik, 6. svibnja 1978.) je hrvatski kazališni, televizijski i filmski glumac. 
Poznat po svom nagrađivanom radu u dramskom ansamblu ZKM-a, godine 2019. postao je prvi Hamlet rodom iz Dubrovnika na Dubrovačkim ljetnim igrama.

## Filmografija

### Televizijske uloge
- "Žutokljunac" kao Lorenzo (2005.)
- "Odmori se, zaslužio si" kao policajac (2006.)
- "Naša mala klinika" kao Charlie (2007.)
- "Luda kuća" kao Denis Kljaković (2009.)
- "Stipe u gostima" kao Đivo (2012. – 2014.)
- "Na terapiji" kao Damjan (2013.)
- "Glas naroda" kao Mario Pokuda (2014.)

### Filmske uloge
- " U mojoj glavi anđeo" (2009.)
- "Snivaj, zlato moje" kao nogometaš (2005.)
- "Armin" kao recepcioner #2 (2007.)
- "Teško je biti fin" kao Ivo (2007.)
- "Pusti me da spavam" kao Miran (2007.)
- "Zagrebačke priče" (2009.)
- "Penelopa" kao Odisej (2009.)
- "Libertango" kao Bruno (2009.)
- "Neke druge priče" kao gost na partiju (2010.)
- "7 seX 7" kao On (2011.)
- "Trampolin" kao Ivan (2016.)
- "Osmi povjerenik" kao vladin povjerenik (2018.)

### Sinkronizacija
- "Chuggington" kao Borna
- "Casper lovi Božić" kao duh Dugi (2000.)
- "Vremenske svjetiljke tajanstvenog otoka" kao Isi (2006.)
- "Kad krave polude" kao Peck (2006.)
- "Divlji valovi" (2007.)
- "Obitelj Robinson" kao Gaston (2007.)
- "Medvjedić Winnie" kao Brzovrat (2011.)
- "Rio 1" kao Tulio Monteiro (2011.)
- "Croods" kao Grug Crood (2013.)
- "Tarzan" (2013.)
- "Rio 2" kao Tulio Monteiro i Eduardo (2014.)
- "Kako izdresirati zmaja 2" kao Eret (2014.)
- "Pingvini s Madagaskara" kao Agent Tajni [Benedict Cumberbatch] (2014.)
- "Izvrnuto obrnuto" kao Rajkin tata (2015.)
- "Dobri dinosaur" kao Mrga (2015.)
- "Potraga za Dorom" kao Kormilo (2016.)
- "Vaiana: Potraga za mitskim otokom" kao Maui (2016.)
- "Spider-Man: Novi svijet" kao Spider-Man/Peter B. Parker (2018.)
- "Čudesni park" kao Brundo (2019.)
- "Lil, Lil, Krokodil" kao Hector P. Valenti (2022.)

## Vanjske poveznice
- Frano Mašković u internetskoj bazi filmova IMDb-u (engl.)
- Stranica na ZKM.hr